# 8月のセレナーデ
「8月のセレナーデ」（はちがつのセレナーデ）は、スガシカオの11枚目のシングル。2001年8月1日発売。

## 収録曲
1. 8月のセレナーデ
（作詞・作曲・編曲：スガシカオ）
  - オリジナルアルバム未収録。
  - フジテレビ系アニメ『ハチミツとクローバー』挿入歌。
  - PVは当初、歌に合わせて習字で歌詞を書く予定だったが、早すぎて書けないということで女の子2人が百人一首をするという内容になった。スガは得点係として出演している。
2. ONLY YOU
（作詞・作曲：Buck Ram、Ande Rand）
  - プラターズの楽曲のカバー。
3. 8月のセレナーデ（Backing Track）

## 収録作品
| 発売日         | タイトル                                                                                               | 規格品番   |
| -------------- | --- | ---------- |
| 2001年10月03日 | ベストアルバム『Sugarless』(#1)                                                                        | UMCK-1055  |
| 2002年02月26日 | DVD『+731』(#1)                                                                                        | UMBK-1015  |
| 2004年05月12日 | DVD『20 MUSIC CLIPS OF SUGA SHIKAO』(#1)                                                               | AUBK-11003 |
| 2007年01月24日 | ベストアルバム『ALL SINGLES BEST』(#1)                                                                 | AUCK-18014 |
| 2014年02月19日 | 『The男子音楽厨房 TOKYO PREMIUM J-POP DJ MIX Mixed by ≪ミッツィー申し訳≫ a.k.a DJ Michelle Sorry』(#1) | TYCN-60083 |
| 2016年01月20日 | ベストアルバム『THE BEST -1997～2011-』(#1)                                                            | AUCL-195   |